# Carl Eric Östenberg
Karl Erik (Carl Eric) Östenberg, född 14 augusti 1928 i Farstorps församling i Kristianstads län, död 3 april 1988 i Lund, var en svensk arkeolog med inriktning på antiken.
Car Eric Östenberg var son till rektorn Carl Östenberg och Olga Östenberg, född Andersson. Han avlade filosofisk ämbetsexamen vid Lunds universitet 1955, fil.lic.-examen 1961 och disputerade 1967 vid Lunds universitet på avhandlingen Luni sul Mignone e problemi della preistoria d'Italia. Han ledde under flera år Svenska institutets utgrävningar i Italien och var föreståndare för Svenska institutet i Rom mellan 1970 och 1978.
Han gifte sig 1955 med gymnastikdirektören Maja Mattsson (född 1931). De är föräldrar till Eva Wiberg och Carin Bartosch Edström.